# Якха (език)
Якха е език, който е говорен в някои части на Непал и Сиким. Броят на говорещите езика Якха по данни от 2001 е 17 003 от които над 14, 000 в Непал. езикът според изследователите принадлежи към Тибетско-бирманската езикова група на Сино-Тибетското езиково семейство.